# یوکیچویک
یوکیچویک (به لاتین: Uciechowice) یک روستا درکشور لهستان است که در Gmina Branice واقع شده‌است.